# Museo archeologico del Chianti senese
Il Museo archeologico del Chianti è situato a Castellina in Chianti, e custodisce reperti archeologici e storici provenienti dall'area del Chianti senese.
Istituito per iniziativa del Comune, è ospitato nella Rocca, la cui struttura medievale costituisce parte integrante del percorso storico-espositivo.
Il museo fa parte della Fondazione Musei Senesi.

## Percorso espositivo
Il percorso si sviluppa nell'antica fortezza, nell'atrio al piano terra e in quattro sale al primo piano. La visita si completa con gli altri ambienti quattrocenteschi dalla rocca, fino al camminamento superiore che offre una vista panoramica sul borgo di Castellina.
L'atrio accoglie i visitatori con un allestimento multimediale, con filmati e fotografie che introducono alle tematiche storiche del museo. Sono illustrate anche le metodologie e gli strumenti di ricerca archeologica, che si possono sperimentare con la guida di esperti negli attigui laboratori archeologici.
È possibile proseguire la visita con l'ausilio di apposite schede di guida, che consentono di scegliere tra diversi itinerari, in base ai propri interessi culturali o disponibilità di tempo. Sono predisposti anche percorsi dedicati a bambini.
Il piano superiore presenta le quattro sale espositive; le collezioni documentano diverse fasi dello sviluppo storico del Chianti:
I reperti esposti provengono dagli scavi archeologici effettuati sia nella zona di Castellina in Chianti, che in aree vicine, come la necropoli del Poggione a Castelnuovo Berardenga, i siti di Cetamura a Gaiole in Chianti e di La Malpensata e Poggio La Croce a Radda in Chianti.
- La sala I presenta il periodo dell'età del rame e dell'età del bronzo (XI-X secolo a.C.), in cui la popolazione era dedita alla pastorizia; sono esposti oggetti in ceramica e strumenti per la lavorazione del latte e la filatura della lana, rinvenuti negli scavi di Poggio la Croce.[5]

- La sala II illustra i ritrovamenti delle tombe etrusche del VII-VI secolo a.C., come il Tumulo di Montecalvario, la necropoli del Poggino e altre necropoli della zona. Di rilievo il corredo funebre rinvenuto nella tomba B del Poggione.[6]

- La sala III documenta il periodo storico dal IV al III secolo a.C., in cui furono edificati in luoghi elevati i primi insediamenti urbani fortificati. La collezione di reperti, provenienti dagli scavi di Cetamura e Poggio La Croce, comprende oggetti e strumenti per le attività quotidiane domestiche e per le lavorazioni artigianali. Particolarmente interessanti alcuni resti di ossa animali e semi di piante tra cui la vite, che testimoniano le abitudini alimentari e lo sviluppo dell'agricoltura.[7].

- La sala IV è interamente riservata alla storia e ai reperti del Tumulo di Montecalvario, le quattro tombe etrusche, note fin dal Cinquecento, che vennero riportate alla luce nei primi anni del Novecento.[8]